# Adoração dos Reis Magos (Filippino Lippi)
A Adoração dos Reis Magos é uma pintura do pintor renascentista italiano Filippino Lippi. É assinado e datado em 1496. Está alojado na Galeria Uffizi de Florença.
A Adoração dos Reis Magos (do título da seção em latim da Vulgata, A Magis adoratur) é o nome tradicionalmente dado ao tema cristão parte da Natividade, no qual os três reis magos, representados como reis vindos do oriente, tendo encontrado Jesus ao seguir a estrela de Belém, colocam aos pés do Menino Jesus presentes de ouro, incenso e mirra. Eles também o adoram como "rei dos judeus". Este evento foi relatado no Evangelho de Mateus.
O painel foi pintado para o Convento de San Donato, em Scopeto, em substituição ao encomendado em 1481 a Leonardo da Vinci, que o deixou inacabado. Em 1529 foi adquirida pelo cardeal Carlo de' Medici e em 1666 tornou-se parte da coleção Uffizi.